# Enzo Fernández
Enzo Jeremías Fernández (* 17. ledna 2001 Buenos Aires) je argentinský profesionální fotbalista, který hraje na pozici středního záložníka za anglický klub Chelsea FC a za argentinskou reprezentaci.

## Klubová kariéra
Jako odchovanec River Plate debutoval Fernández v A-týmu v roce 2019 a poté strávil dvě sezony na hostování v týmu Defensa y Justicia. S klubem zvítězil v Copa Sudamericana a Recopa Sudamericana, a v roce 2021 se vrátil do River Plate. Po svém návratu se Fernández v následujících letech stal klíčovým hráčem River Plate a vyhrál argentinskou Primera División. V červenci 2022 přestoupil do portugalského týmu Benfica Lisabon.

### Chelsea
Dne 31. ledna 2023 se stal poslední a také tou nejnákladnější zimní posilou londýnské Chelsea. Ta utratila během zimního přestupového období za nové akvizice dle serveru transfermarkt.de 288 miliónů liber, přitom v létě činila suma 292 miliónů liber. Jen sám čerstvý mistr světa vyšel londýnský klub na 121 miliónů eur, tedy 106 miliónů liber, a stal se tak nejdražší posilou v historii Premier League.

## Reprezentační kariéra
Dne 3. listopadu 2021 ho manažer argentinské reprezentace Lionel Scaloni poprvé povolal do národního týmu. Svůj reprezentační debut si odbyl 24. září 2022, když v utkání proti Hondurasu (3:0) vystřídal v 64. minutě Leandra Paredese.
V listopadu 2022 byl nominován na závěrečný turnaj mistrovství světa ve fotbale 2022. V 57. minutě utkání proti Mexiku vystřídal Guida Rodrígueze a o půlhodinu později vstřelil Fernández svůj první reprezentační gól, když dal na konečných 2:0. Stal se tak druhým nejmladším hráčem v historii (po Lionelu Messim), který vstřelil gól za Argentinu na mistrovství světa, a to ve věku 21 let, 10 měsíců a 13 dní.

## Statistiky

### Klubové
K 13. listopadu 2022
| Klub                       | Sezóna  | Liga             | Liga   | Liga | Národní pohár | Národní pohár | Ligový pohár | Ligový pohár | Kontinentální poháry | Kontinentální poháry | Ostatní | Ostatní | Celkem | Celkem |
| Klub                       | Sezóna  | Liga             | Zápasy | Góly | Zápasy        | Góly          | Zápasy       | Góly         | Zápasy               | Góly                 | Zápasy  | Góly    | Zápasy | Góly   |
| -------------------------- | ------- | ---------------- | ------ | ---- | ------------- | ------------- | ------------ | ------------ | -------------------- | -------------------- | ------- | ------- | ------ | ------ |
| River Plate                | 2019/20 | Primera División | 0      | 0    | 0             | 0             | 0            | 0            | 1                    | 0                    | —       | —       | 1      | 0      |
| River Plate                | 2021    | Primera División | 20     | 2    | 0             | 0             | —            | —            | 3                    | 0                    | 1       | 0       | 24     | 2      |
| River Plate                | 2022    | Primera División | 20     | 8    | 0             | 0             | —            | —            | 6                    | 2                    | 0       | 0       | 26     | 10     |
| River Plate                | Celkem  | Celkem           | 40     | 10   | 0             | 0             | 0            | 0            | 10                   | 2                    | 1       | 0       | 51     | 12     |
| Defensa y Justicia (host.) | 2020/21 | Primera División | 4      | 0    | 2             | 0             | 1            | 0            | 10                   | 1                    | —       | —       | 17     | 1      |
| Defensa y Justicia (host.) | 2021    | Primera División | 10     | 0    | 0             | 0             | —            | —            | 4                    | 0                    | 2       | 0       | 16     | 0      |
| Defensa y Justicia (host.) | Celkem  | Celkem           | 14     | 0    | 2             | 0             | 1            | 0            | 14                   | 1                    | 2       | 0       | 33     | 1      |
| Benfica                    | 2022/23 | Primeira Liga    | 13     | 1    | 2             | 0             | 0            | 0            | 9                    | 2                    | —       | —       | 24     | 3      |
| Celkem                     | Celkem  | Celkem           | 67     | 11   | 4             | 0             | 1            | 0            | 33                   | 5                    | 3       | 0       | 108    | 16     |

### Reprezentační
K 30. listopadu 2022
| Argentina | Argentina | Argentina |
| Rok       | Zápasy    | Góly      |
| --------- | --------- | --------- |
| 2022      | 6         | 1         |
| Celkem    | 6         | 1         |

#### Reprezentační góly
| Gól | Datum              | Místo                                | Soupeř | Skóre | Výsledek | Soutěž                 |
| --- | ------------------ | ------------------------------------ | ------ | ----- | -------- | ---------------------- |
| 1.  | 26. listopadu 2022 | Lusail Iconic Stadium, Lusail, Katar | Mexiko | 2:0   | 2:0      | Mistrovství světa 2022 |

## Ocenění

### Klubová

#### Defensa y Justicia
- Copa Sudamericana: 2020
- Recopa Sudamericana: 2021

#### River Plate
- Primera División: 2021

### Individuální
- Jedenáctka sezóny Copy Sudamericana: 2020
- Záložník měsíce Primeira Ligy: srpen 2022